# NCOR2
 Корепрессор ядерных рецепторов 2  (NCOR2) — транскрипционный корегуляторный белок, содержащий несколько доменов, взаимодействующих с ядерными рецепторами. Кроме того, NCOR2 способствует доставке гистондезацетилаз в промоторные области ДНК. В связи с этим считается, что NCOR2 помогает ядерным рецепторам в подавлении экспрессии целевых генов. По другому NCOR2 называется посредником сайленсинга для рецепторов витамина А и рецепторов гормонов щитовидной железы ( SMRT ) или T3 рецептор-ассоциированного кофактора 1 ( TRAC-1 ).

## Функция
NCOR2/SMRT — белок корегуляции транскрипции, который содержит несколько модулирующих функциональных областей, в том числе, несколько реперессирующих доменов, а также два или три C-концевых домена, взаимодействующих с ядерными рецепторами. NCOR2/SMRT служит корепрессором для множества транскрипционных факторов. В этой связи, NCOR2/SMRT функционирует как платформа, содействующая связыванию гистондезацетилаз с промоторами ДНК и факторами транскрипции Sin3A с последующим образованием мультисубъединичного репрессорного комплекса.

## Открытие
SMRT изначально клонирован и охарактеризован в лаборатории д-ра Рональда М. Эванс (англ. Ronald M. Evans) в Институте биологических исследований Солка. В более раннем исследовании этой молекулы с аналогичными выводами этот белок обозначался как TRAC-1.

## Взаимодействия
NCOR2 взаимодействует с:
- NR3C4,[4][5][6]
- BCL6,[7][8][9]
- C-Fos,[10]
- C-jun,[10]
- HDAC1,[11][12]
- HDAC3,[12][13][14][15][16][17][18]
- HDAC4,[17][19]
- HDAC5,[19]
- HDAC10,[11]
- MeCP2,[20]
- NR4A1,[21]
- POU2F1,[22]
- PPARD,[23]
- PGR,[24]
- PML,[25][26]
- RBPJ,[27][28]
- RELA,[10][29]
- RUNX1T1,[30][31]
- RARA,[32][33]
- SIN3A,[13][19]
- SNW1,[34][35]
- SPEN,[36]
- SRF,[10]
- TBL1X,[13][14][15][16]
- THRB,[37][38][39]
- VDR, [[38][40] и
- ZBTB16[7][30][33].